# NGC 2649
NGC 2649 je galaksija u zviježđu Risu.

## Vanjske poveznice
- SEDS: NGC 2649